# Газзаев, Юрий Фарзунович
Ю́рий Фарзу́нович Газза́ев (род. 27 ноября 1960, Орджоникидзе, Северо-Осетинская АССР, РСФСР, СССР) — советский и российский футболист и тренер. Выступал на позициях полузащитника и нападающего. Мастер спорта СССР (1990).

## Карьера

### Клубная
Газзаев — воспитанник орджоникидзевского футбола. Карьеру начал в 1977 году в местной команде первой союзной лиги «Спартак», но за два года провёл всего две встречи. После чего в 1979 году пополнил ряды московского «Динамо», где за два с половиной сезона провёл 14 встреч в чемпионате страны (3 гола), а также один матч в розыгрыше Кубка УЕФА 1980/81 против бельгийского клуба «Локерен».
Во второй половине 1981 года Газзаев вернулся в Орджоникидзе. Дважды пробовал свои силы в составе московских команд («Динамо» и «Локомотив»), но закрепиться в их основе так и не смог и возвратился в родной «Спартак», где с 1981 по 1991 год провёл 265 матчей, в которых забил 90 мячей.
В сезоне 1990/91 выступал в Югославии за клуб 2-го дивизиона «Мачва» (Шабац).
Вторую половину сезона-1991 провёл в нальчикском «Спартаке» во второй лиге СССР. После чего уехал в Грецию где выступал за клуб «Арис» из города Салоники.
Сезон 1993 года провёл в Финляндии, в клубе 3-го дивизиона ВИФК. За сезон забил 4 мяча, помог клубу выйти во 2-й дивизион.
В 1994 году вернулся в Россию, став игроком владикавказского «Автодора». Спустя полгода был выкуплен французским клубом второй лиги «Ньор», откуда впоследствии был со скандалом выгнан.
В 1997 году был заявлен за клуб третьей лиги «Моздок» в качестве играющего тренера команды. Карьеру игрока завершил в 1999 году в составе «Автодора».

### Тренерская
В 1995 году поступил в Высшую школу тренеров.
Тренерскую карьеру начал в 1997 году в клубе третьей лиги «Моздок», вместе с которым добился повышения в классе. С 1998 по 2001 год тренировал владикавказский «Автодор», иногда исполняя и функцию играющего тренера (также являлся генеральным директором клуба). Команда постоянно находилась среди лидеров зоны «Юг» Второго дивизиона. В розыгрыше Кубка России сезона 1998/99 «Автодор» сенсационно дошёл до 1/8 финала (по пути обыграв такие клубы, как «Спартак» из Нальчика, «Анжи» и «Крылья Советов»), где в гостях лишь в серии послематчевых пенальти уступил волгоградскому «Ротору».
В 2001—2002 годах возглавлял подмосковный «Титан» из Реутова. Имел предложение возглавить юношескую сборную России.
С сентября 2002 по октябрь 2009 года работал главным тренером в «КАМАЗе». В 2004 году был назначен генеральным директором клуба. Команда из Набережных Челнов под его руководством в кратчайшие сроки добилась повышения в классе и не только закрепилась в Первом дивизионе, но и на долгие годы стала одним из его лидеров, ни разу не опускаясь в итоговой таблице ниже четвёртого места. В период работы в Набережных Челнах с «КАМАЗом» Газзаеву поступали неоднократные предложения от Мутко возглавить олимпийскую и молодёжную сборную России (и ещё раньше — от Колоскова), а также от ряда клубов, в числе которых были «Кубань» Дерипаски и «Краснодар» Галицкого. Покинул «КАМАЗ» в октябре 2009 года.
9 октября был назначен исполняющим обязанности главного тренера клуба премьер-лиги «Крылья Советов» из Самары. 12 марта 2010 года был утверждён в должности главного тренера команды, подписав контракт на три года. 25 июля 2010 года после матча с московским «Спартаком», который закончился нулевой ничьей, Газзаев объявил о том, что уходит в отставку.
В январе 2011 года был главным тренером сборной российских евреев «Маккаби-Россия» в течение двух подготовительных матчей к европейской Маккабиаде 2011 года.
21 июня 2011 года назначен главным тренером клуба ФНЛ ярославского «Шинника», с которым занял 4-е место в ФНЛ и участвовал в стыковых матчах за выход в Премьер-лигу (0:1, 0:3 от «Ростова»). В августе 2012 года Газзаев был временно отстранён от занимаемой должности в связи с низкими игровыми и турнирными показателями. В дальнейшем был восстановлен в должности главного тренера, но уже в декабре покинул команду, подав прошение об отставке.
С 24 декабря 2012 года являлся главным тренером астраханского «Волгаря». С ним сначала вылетел из ФНЛ по итогам сезона-2012/13 в ПФЛ, но за год команда, с первой попытки, заняв первое место в зоне «Юг» и не потерпев ни одного поражения, возвратилась в ФНЛ. В сезоне-2014/15 с «Волгарем» добился победы в кубке ФНЛ 2015. В сезоне-2015/16 «Волгарь» занял наивысшее место в истории клуба в первенствах страны — 4-е, приняв участие в стыковых матчах за выход в Премьер-лигу, где уступил махачкалинскому «Анжи» — 0:1, 0:2. Перед началом сезона-2016/17 «Волгарь» очень сильно обновился, потеряв много игроков основного состава, на замену которым пришли игроки из вторых лиг без опыта игры в ФНЛ. Газзаев рассматривался в числе кандидатов на пост главного тренера краснодарской «Кубани». Команда не без труда сохранила место в ФНЛ, но костяк состава удалось удержать на следующий сезон. Однако к концу 2017 года в клубе из-за обнажившихся финансовых проблем было решено сменить вектор развития, команда вынуждена была отдавать ведущих игроков, и в зимнюю паузу сезона-2017/18 Газзаев покинул «Волгарь», занимавший к тому времени 8-е место в Первенстве ФНЛ.
С января по декабрь 2018 года — главный тренер и генеральный директор ФК «Спартак» Владикавказ, выступавшего в Первенстве ПФЛ. Покинул клуб по собственному желанию и с формулировкой «по семейным обстоятельствам».
В интервью рубрики «Разговор по пятницам» газеты «Спорт-Экспресс» от 15 февраля 2019 года заявил, что предпочитал не сотрудничать с агентами на их условиях, из-за чего ему было сказано, что он никогда не получит серьёзный клуб и будет «выброшен из футбола».
В августе 2019 года назначен главным тренером ФК «Енисей» (Красноярск) (незадолго до этого вошёл в тренерский штаб красноярской команды в качестве тренера-консультанта). Во время периода зимнего перерыва в сезоне-2019/20 был близок к уходу из «Енисея» (и даже дважды заявлял об этом), в котором произошла смена руководства, но остался в должности. Покинул «Енисей» по окончании срока действия контракта 31 мая 2020 года.
После встречи Газзаева с губернатором Ярославской области Дмитрием Мироновым 6 ноября 2020 года стало известно о назначении Газзаева главным тренером «Шинника», состоялось 9 ноября. Покинул клуб по окончании срока действия контракта 31 мая 2021 года, «Шинник» по итогам сезона занял последнее 22-е место в первенстве и вылетел во второй дивизион.
Является одним из сильнейших и авторитетных тренеров подэлитного дивизиона российского футбола. Любит и умеет работать с молодыми игроками. Неоднократно возглавлял сборные Первого дивизиона и зоны «Урал»/«Урал-Поволжье» на традиционном осеннем молодёжном турнире «Надежда», проходившем в 2000-е годы и в котором принимали участие сборные всех зон 2-го дивизиона и команда 1-го дивизиона с игроками до 23 лет в составе. В 2017 — главный тренер сборной ФНЛ, ежегодно формирующейся из игроков не старше 23 лет для участия в международном товарищеском матче в конце календарного года.
В ноябре 2021 года стало известно о назначении Газзаева советником (на общественных началах) главы Северной Осетии Сергея Меняйло: был назначен куратором вопроса по развитию детского футбола при общеобразовательных школах республики. С 3 октября 2023 года по 28 мая 2024 года — министр физической культуры и спорта Северной Осетии. С июля по ноябрь 2024 года — директор академии футбола «Алания».

## Дисквалификация
С именем Юрия Газзаева связан один из самых известных скандалов с российскими легионерами. Уехав во Францию летом 1994 года и отыграв за клуб «Ньор» семь встреч, он был уличён в подлоге документов. По документам, которые поступили в «Ньор» из «КАМАЗа» (продавшего футболиста за 200 тысяч франков, при том, что Газзаев даже и не играл за эту команду), футболист был на 9 лет младше (0 был исправлен в документах на 9). Более того, по документам он значился ещё и как бывший игрок олимпийской сборной СССР. Скандал закончился изгнанием Газзаева из Франции и дисквалификацией.

## Личная жизнь
Родственник Валерия Газзаева. Единственная сестра — Бэлла (родилась 28 января 1962 года).
Жена Алёна (по специальности — врач-гинеколог). Трое детей — сыновья Руслан (родился 14 апреля 1991 года) и Хетаг (родился 28 марта 2003 года), дочь Людмила (родилась 14 ноября 1995 года). Сыновья стали футболистами. Дочь Людмила стала теннисисткой.
Отец Юрия Газзаева — Фарзун (умер в 2006 году), работал наладчиком на военном заводе, в свободное время тренировал детей на общественных началах, тренировал детскую команду «Рубин» (Орджоникидзе), которая в 1971 году стала победителем всесоюзного соревнования «Кожаный мяч». Юрий Газзаев был капитаном той команды.

## Статистика выступлений
| Команда                | Сезон            | Чемпионат        | Чемпионат | Чемпионат | Кубок | Кубок | Еврокубки | Еврокубки | Итого | Итого |
| Команда                | Сезон            | Уров.            | Игры      | Голы      | Игры  | Голы  | Игры      | Голы      | Игры  | Голы  |
| ---------------------- | ---------------- | ---------------- | --------- | --------- | ----- | ----- | --------- | --------- | ----- | ----- |
| Спартак (Орджоникидзе) | 1978             | II               | 2         | 0         | 0     | 0     | 0         | 0         | 2     | 0     |
| Динамо (Москва)        | 1979             | I                | 4         | 3         | 0     | 0     | 0         | 0         | 4     | 3     |
| Динамо (Москва)        | 1980             | I                | 10        | 0         | 1     | 0     | 1         | 0         | 12    | 0     |
| Динамо (Москва)        | 1981             | I                | 0         | 0         | 1     | 0     | 0         | 0         | 1     | 0     |
| Динамо (Москва)        | Итого            | Итого            | 14        | 3         | 2     | 0     | 1         | 0         | 17    | 3     |
| Спартак (Орджоникидзе) | 1981             | II               | 35        | 10        | 0     | 0     | 0         | 0         | 35    | 10    |
| Спартак (Орджоникидзе) | 1982             | III              | 32        | 24        | 0     | 0     | 0         | 0         | 32    | 24    |
| Спартак (Орджоникидзе) | 1983             | III              | 33        | 18        | 0     | 0     | 0         | 0         | 33    | 18    |
| Спартак (Орджоникидзе) | 1984             | II               | 25        | 8         | 0     | 0     | 0         | 0         | 25    | 8     |
| Спартак (Орджоникидзе) | 1985             | II               | 17        | 1         | 0     | 0     | 0         | 0         | 17    | 1     |
| Спартак (Орджоникидзе) | Итого            | Итого            | 142       | 61        | 0     | 0     | 0         | 0         | 142   | 61    |
| Локомотив (Москва)     | 1986             | II               | 4         | 0         | 1     | 0     | 0         | 0         | 5     | 0     |
| Спартак (Владикавказ)  | 1986             | II               | 6         | 1         | 0     | 0     | 0         | 0         | 6     | 1     |
| Спартак (Владикавказ)  | 1987             | II               | 24        | 7         | 0     | 0     | 0         | 0         | 24    | 7     |
| Спартак (Владикавказ)  | 1988             | II               | 41        | 10        | 0     | 0     | 0         | 0         | 41    | 10    |
| Спартак (Владикавказ)  | 1989             | II               | 21        | 7         | 0     | 0     | 0         | 0         | 21    | 7     |
| Спартак (Владикавказ)  | 1990             | II               | 31        | 4         | 0     | 0     | 0         | 0         | 31    | 4     |
| Спартак (Владикавказ)  | Итого            | Итого            | 123       | 29        | 0     | 0     | 0         | 0         | 123   | 29    |
| Спартак (Нальчик)      | 1991             | III              | 8         | 1         | 0     | 0     | 0         | 0         | 8     | 1     |
| Арис (Салоники)        | 1992/93          | I                | 0         | 0         | ?     | ?     | 0         | 0         | ?     | ?     |
| Автодор (Владикавказ)  | 1994             | II               | 6         | 1         | 0     | 0     | 0         | 0         | 6     | 1     |
| Ньор                   | 1994/95          | II               | 7         | 0         | 0     | 0     | 0         | 0         | 7     | 0     |
| Моздок                 | 1997             | IV               | 7         | 1         | 0     | 0     | 0         | 0         | 7     | 1     |
| Автодор (Владикавказ)  | 1998             | III              | 16        | 5         | 1     | 0     | 0         | 0         | 17    | 5     |
| Автодор (Владикавказ)  | 1999             | III              | 7         | 0         | 2     | 0     | 0         | 0         | 9     | 0     |
| Автодор (Владикавказ)  | Итого            | Итого            | 23        | 5         | 0     | 0     | 0         | 0         | 23    | 5     |
| Всего за карьеру       | Всего за карьеру | Всего за карьеру | 336*      | 101*      | 6*    | 0*    | 1         | 0         | 343*  | 101*  |

Примечание: знаком * отмечены ячейки, данные в которых, возможно, неполные в связи с отсутствием данных выступлений в составе «Ариса».
Источники:
- Статистика выступлений взята со Профиль на сайте FootballFacts.ru

### Достижения (игрок)
- Победитель турнира «Кожаный мяч»: 1971 (в младшей возрастной группе), 1974 (в старшей возрастной группе) («Рубин» Орджоникидзе)[77]
- Финалист Кубка СССР: 1979 («Динамо» Москва)
- Победитель Первой лиги: 1990 («Спартак» Владикавказ)
- Победитель Второй лиги (зональный турнир) (2): 1982, 1983 («Спартак» Владикавказ); в 1982 году — лучший бомбардир зонального турнира[78] (23 мяча[78], по данным сайта footballfacts.ru — 24 мяча[79])
- Серебряный призёр Третьей лиги ПФЛ: 1997 (1-я зона, «Моздок», играющий тренер)

## Статистика в качестве главного тренера
| Клуб                  | Начало работы    | Окончание работы | Результаты | Результаты | Результаты | Результаты | Результаты | Результаты | Результаты |
| Клуб                  | Начало работы    | Окончание работы | И          | В          | Н          | П          | В %        | Н %        | П %        |
| --------------------- | ---------------- | ---------------- | ---------- | ---------- | ---------- | ---------- | ---------- | ---------- | ---------- |
| Моздок                | апрель 1997      | ноябрь 1997      | 47         | 27         | 9          | 11         | 57,45      | 19,15      | 23,40      |
| Автодор               | 1998 (?)         | 18 мая 2001      | ?          | ?          | ?          | ?          | ?          | ?          | ?          |
| Титан                 | 7 июля 2001      | 2 сентября 2002  | 51         | 16         | 12         | 23         | 31,37      | 23,53      | 45,10      |
| КАМАЗ                 | 15 сентября 2002 | 9 октября 2009   | 305        | 168        | 64         | 73         | 55,08      | 20,98      | 23,93      |
| Крылья Советов        | 9 октября 2009   | 25 июля 2010     | 21         | 4          | 3          | 14         | 19,05      | 14,29      | 66,67      |
| Шинник                | 21 июня 2011     | 18 декабря 2012  | 62         | 24         | 14         | 24         | 38,71      | 22,58      | 38,71      |
| Волгарь               | 24 декабря 2012  | 16 января 2018   | 191        | 85         | 49         | 57         | 44,50      | 25,65      | 29,84      |
| Спартак (Владикавказ) | 22 февраля 2018  | 17 декабря 2018  | 30         | 7          | 7          | 16         | 23,33      | 23,33      | 53,33      |
| Енисей                | 16 августа 2019  | 1 июня 2020      | 19         | 6          | 4          | 9          | 31,58      | 21,05      | 47,37      |
| Шинник                | 9 ноября 2020    | 31 мая 2021      | 22         | 2          | 6          | 14         | 9,091      | 27,27      | 63,64      |

Примечания:
Не учтены технические результаты 3:0 (+:-).
Учтены кубковые матчи. В кубковых матчах учитывалось только основное время матчей.
Источники:
- Статистика выступлений взята со Sportbox.ru[80]

### Достижения (тренер)
- Победитель Второго дивизиона (2): 2003 (зона «Урал-Поволжье», «КАМАЗ»), 2013/14 (зона «Юг», «Волгарь»)
- Бронзовый призёр Первого дивизиона (2): 2005, 2008 («КАМАЗ»)
- Обладатель Кубка ФНЛ: 2015 («Волгарь»)
- Участие в стыковых матчах РФПЛ—ФНЛ: 2011/12 («Шинник»), 2016 («Волгарь»)[82]
- Серебряный призёр Третьей лиги ПФЛ: 1997 (1-я зона, «Моздок», играющий тренер)
- Победитель турнира Кубок ПФЛ «Надежда» (2): 2003 (Сборная зоны «Урал-Поволжье» Второго дивизиона), 2004 (Сборная Первого дивизиона)
- Серебряный призёр Кубка ПФЛ «Надежда» (2): 2002 (Сборная зоны «Урал» Второго дивизиона), 2008 (Сборная Первого дивизиона)
- Бронзовый призёр Кубка ПФЛ «Надежда»: 2005 (Сборная Первого дивизиона)
- Лучший тренер зоны «Урал-Поволжье» Второго дивизиона: 2003 («КАМАЗ»)